# Deister-Anzeiger
Der Deister-Anzeiger ist eine Regionalbeilage der Hannoverschen Allgemeinen Zeitung (HAZ) und der Neuen Presse (NP) und gehört zu den Madsack Heimatzeitungen der Verlagsgesellschaft Madsack. Er erscheint im Tabloid-Format als Lokalzeitung in der Zeitung täglich von montags bis sonnabends. Zum Kernverbreitungsgebiet gehören Springe und Bad Münder, der Deister-Anzeiger strahlt aber ins Weserbergland aus. Die Titel der sogenannten Deistercharts werden im eigenen Chartsradio im Internet gespielt.

## Geschichte
Die erste Ausgabe des Deister-Anzeigers erschien am 7. Januar 1969. Alle Berichte waren auf einer großen Zeitungsseite konzentriert. Das Vorgängerblatt trug den Titel „Deister-Rundschau“ oder „Rund um Hannover“.
Der erste Deister-Anzeiger als mehrseitige Regionalausgabe erschien am 17. Februar 1970. Ab Dezember 1970 hatten die Leser jedoch den Weser-Deister-Anzeiger in der Hand – nicht zu verwechseln mit dem Leine-Weser-Anzeiger, aus dem die Hameln-Berichterstattung der Deisterausgabe stammte. Die Verwaltungs- und Gebietsreform schlug sich auch in der Zeitung nieder. Seit dem Januar 1975 erschien „Rund um Hannover“ im größeren, sogenannten nordischen Zeitungsformat. Im Februar 1975 war der Name der Heimatbeilage in Landkreis-Zeitung Süd und Landkreis-Zeitung West geändert worden. Beide gingen ab November 1982 eigene Wege. Der Deister-Anzeiger wurde am 2. Januar 1989 wieder ins Leben gerufen. Die Landkreis-Zeitung Süd konzentrierte sich auf das Gebiet von Laatzen bis Alfeld.
Bis in die achtziger Jahre gab es nur einzelne Redaktionsbüros. Die erste Geschäftsstelle in Springe öffnete an der Fünfhausenstraße/Ecke Nordwall. Mitte der 1990er Jahre zog die Redaktion in ein Hochhaus an der Bahnhofstraße um. Ab Advent 2004 waren Redaktion und Anzeigenverkauf (seit 2007 auch die Geschäftsstelle) am Springer Marktplatz. 

## Auszeichnungen
Die Redaktion erhielt einige Auszeichnungen. Mitarbeiterin Canan Topçu gewann den ersten Preis in einem Wettbewerb mit einem Text über die Situation türkischer Familien am Deister. Für die Berichte über den Deisterpark Bad Münder belegte Redakteur Stefan Koch den zweiten Platz beim Wettbewerb „Die spitze Feder“ des Bundes der Steuerzahler. 2010 erhielt die Redaktion der Madsack Heimatzeitungen einen Preis der Bundeszentrale für politische Bildung für ihre Berichterstattung im Vorfeld der Bundestagswahl 2009. Den European Newspaper Award gab es zusammen mit weiteren Madsack Heimatzeitungen, zu denen der Deister-Anzeiger gehört, für das Konzept einer Heimatzeitung im Tabloid-Format, für die Serien „Mein Ausflug“, „Unsere Feuerwehr“ und „Berufequartett“ sowie für das Konzept des Mitmachportals myheimat.de im Internet.